# Zum il delfino bianco (singolo)
Zum il delfino bianco è un singolo del gruppo Rocking Horse, pubblicato nel 2017.

## Descrizione
Zum il delfino bianco è un brano musicale scritto e arrangiato da Douglas Meakin, Muzio Marcellini e Arnaldo Capocchia come sigla del cartone animato omonimo. Il lato B contiene una versione strumentale del brano, scritta e arrangiata da Douglas Meakin, Muzio Marcellini e Arnaldo Capocchia.